# لوکا پومپیلیو
لوکا پومپیلیو (انگلیسی: Luca Pompilio؛ زادهٔ ۱۶ مارس ۱۹۹۲) بازیکن فوتبال اهل ایتالیا است.
از باشگاه‌هایی که در آن بازی کرده‌است می‌توان به باشگاه فوتبال لچه، باشگاه فوتبال فوجا، باشگاه فوتبال یووه استابیا، و باشگاه فوتبال وارزه اشاره کرد.
وی همچنین در تیم‌های ملی فوتبال زیر ۱۶ سال ایتالیا، Turkey national under-16 football team، زیر ۱۷ سال ایتالیا، زیر ۱۹ سال ایتالیا، و زیر ۲۰ سال ایتالیا بازی کرده‌است.